# Ткаленко Руслан Генадійович
Ткаленко Руслан Геннадійович (13 листопада 1992, селище смт Жовтневе Білопільського району Сумської області) - український біатлоніст, учасник Кубка світу, бронзовий призер зимової Універсіади, неодноразовий чемпіон України, бронзовий призер чемпіонату Європи серед юніорів.

## Кар'єра
Почав займатися біатлоном у 2005 році. Представляє місто Чернігів - СДЮШОР з лижного спорту. Особистий тренер - Зоц Микола Миколайович.

### Юніорська кар'єра
На чемпіонаті світу серед юніорів 2012 року в Контіолахті найкращим результатом стало 28-е місце в спринті. А наступного року на  юніорському чемпіонаті світу 2013 року в Обертілліях став шостим в індивідуальній гонці, а в спринті і гонці переслідування фінішував 19-м. 
Бронзовий призер чемпіонату Європи серед юніорів 2013 року в змішаній естафеті в складі збірної України разом з Аллою Гіленко, Юлією Журавок і Артемом Тищенко. 

### Доросла кар'єра
У сезоні 2012-2013 років дебютував в Кубку IBU на етапі в Отепя, став 36-м в індивідуальній гонці. Кращий результат в Кубку IBU в особистих видах - третє місце в спринті на етапі в Брезно в сезоні 2015-2016 рр. В тому ж сезоні ставав переможцем в змішаній естафеті на етапі в Арбері.
На етапах Кубка світу дебютував 17 січня 2014 року в Антерсельві, де став 70-м у спринті. Брав участь в чемпіонаті світу 2016 року в Холменколлені. Однак, стартував лише в одному виді програми - індивідуальній гонці, де зайняв 38-е місце і набрав свої перші очки в залік Кубка світу .
Бронзовий призер Універсіади 2015 в змішаній естафеті.
На чемпіонаті України 2016-2017 років став триразовим переможцем в спринті, гонці переслідування та естафеті.
На чемпіонаті Європи 2020 у білоруських Раубичах завоював бронзу у одиночній змішаній естафеті, виступаючи у парі з Анастасією Меркушиною. 
7 березня 2020 року вперше у кар'єрі став призером етапу Кубка світу. Збірна України в складі Артема Прими, Сергія Семенова, Руслана Ткаленка і Дмитра Підручного стала срібним призером в естафеті у чеському Нове Место. Руслан виступав на третьому етапі і зробив одну хибу на першій стрільбі, передавши естафету Підручному на сьомому місці.

## Кубок світу

### Подіуми на етапах кубків світу
| Сезон   | Місце проведення            | Змагання | Результат |
| ------- | --------------------------- | -------- | --------- |
| 2019-20 | Нове Место-на-Мораві, Чехія | Естафета | 2         |